# Urspelt
Urspelt (en luxemburguès: Ischpelt) és una vila i centre administratiu de la comuna de Clervaux del districte de Diekirch al cantó de Clervaux. Està a uns 52 km de distància de la ciutat de Luxemburg.